# فندقی (میوه)

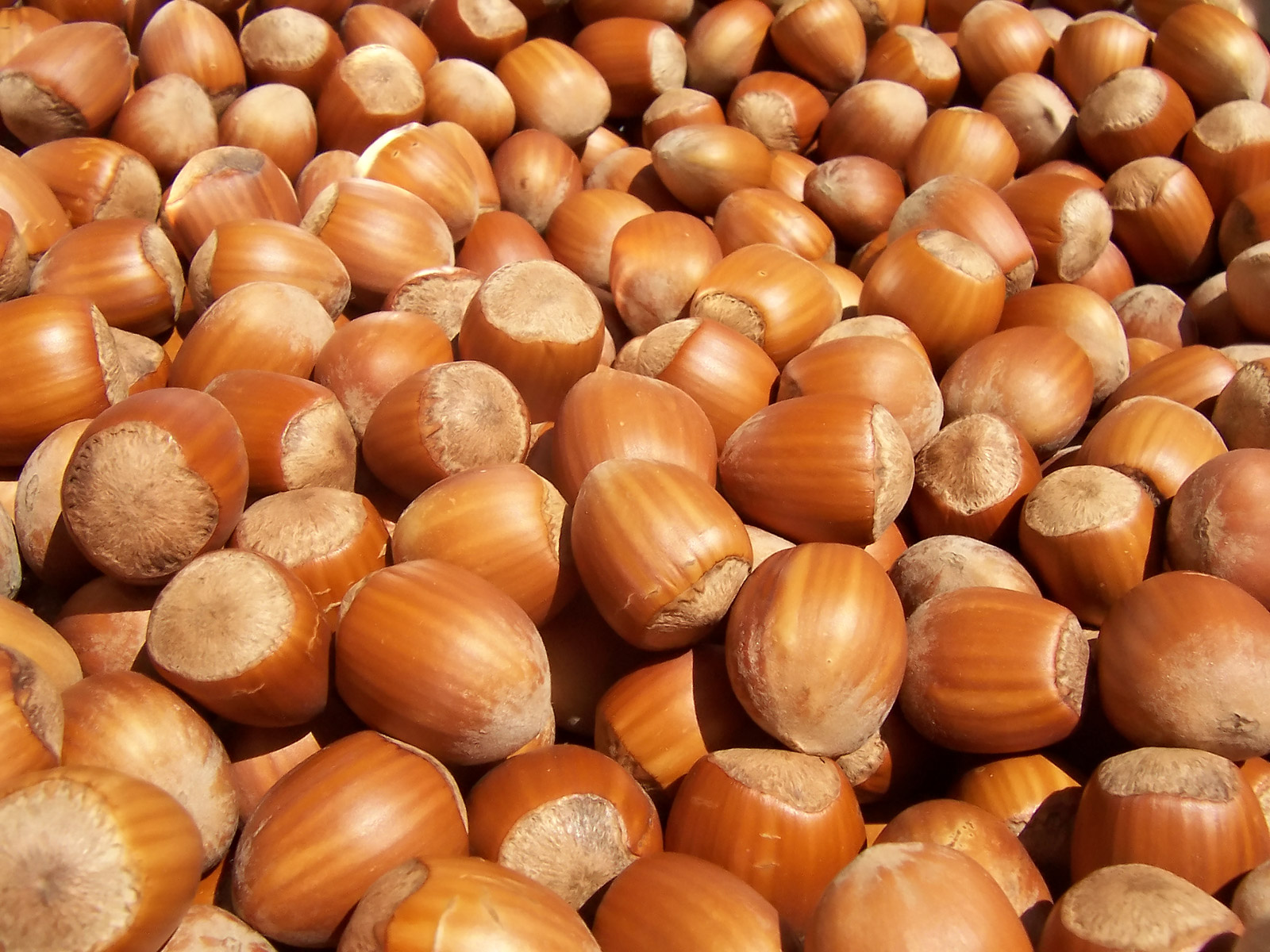
فندق از نظر گیاه‌شناسی فندقی است.

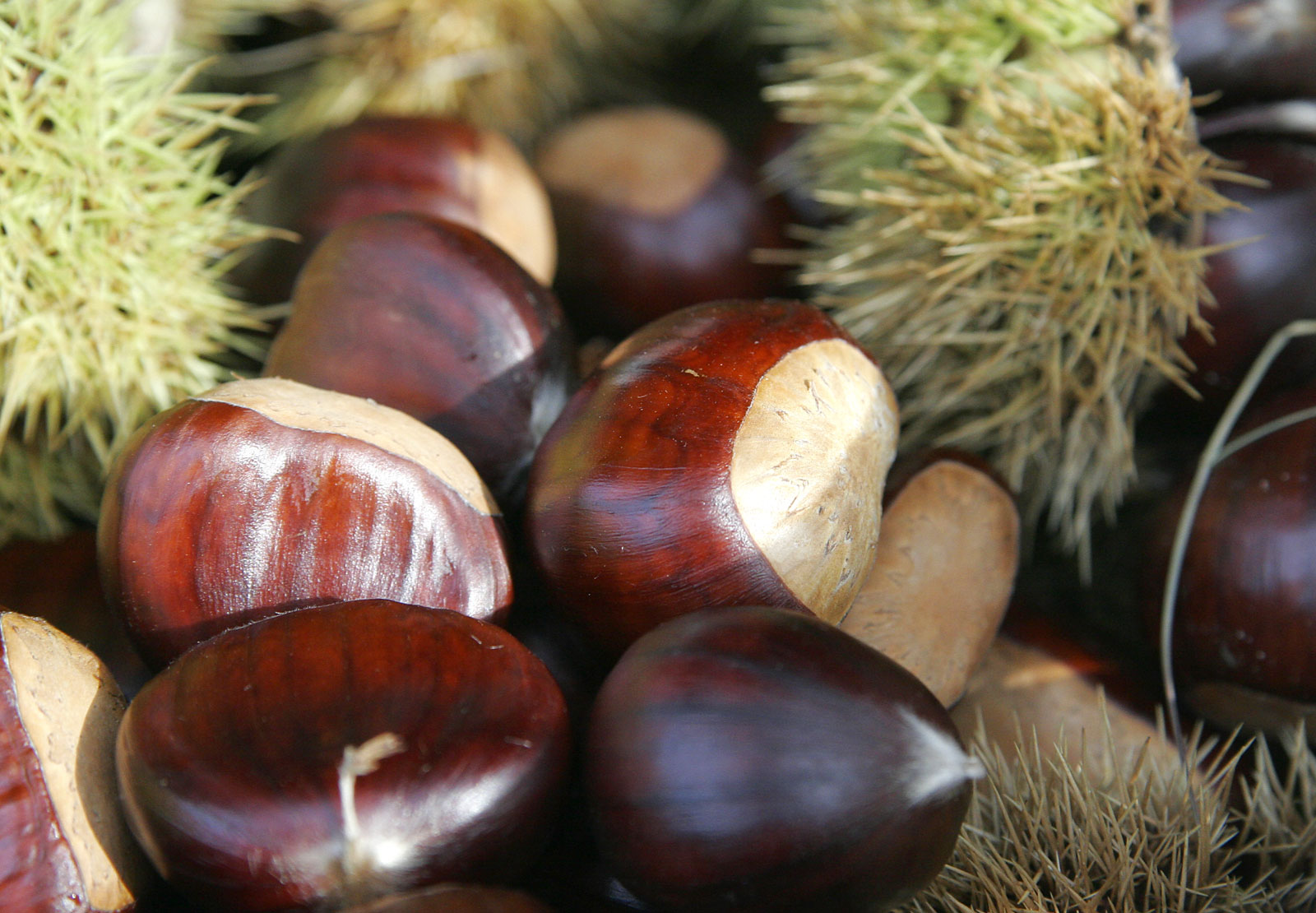
شاه بلوط از نظر گیاه‌شناسی فندقی است.

یک فندقی میوه‌ای با پوست سخت و دارای یک هسته (به ندرت دو هسته) است که پوسته میوه به دلیل سختی آن، برای آزاد شدن هسته باز نمی‌شود. (میوه ناشکفتنی است) از درختان با دانه ناشکوفا و باز عمل می‌آیند.
در بسیاری از زبان‌ها واژه‌هایی مانند آجیل و nuts به گسترهٔ بزرگی از دانه‌ها و میوه‌های خشکبار شده گفته می‌شود اما در دانش زیست‌شناسی تنها میوه‌های ناشکفتنی «فندقی» هستند مانند فندق و شاه‌بلوط.
اما گردو، پسته، بادام، بادام هندی، بادام زمینی و … از نظر گیاه‌شناسی جزو فندقی‌ها نیستند.
میوه‌های فندقی را می‌توان در برخی راش‌سانان مشاهده کرد. در گیاه‌شناسی فندقی میوه‌ای ساده ناشکفتنی با پوست سخت و دارای یک هسته (به ندرت دو هسته) است که دیواره تخمدان هنگام رسیدن بسیار سخت و سنگی یا چوبی می‌شود و بذر به دیوار تخمدان متصل می‌ماند یا در آن گیر می‌افتد.